# Owen Wister
Owen Wister (14. července 1860, Filadelfie, Pensylvánie – 21. července 1938, Saunderstown, Rhode Island) byl americký právník, romanopisec, povídkář, esejista, básník a autor biografií. Díky svému románu The Virginian (1902, Virgiňan) je považován za zakladatele westernu z kovbojského prostředí.

## Život
Narodil se roku 1860 v Germantownu (část Filadelfie) v rodině úspěšného lékaře, který si přál, aby se stal bankéřem. V letech 1870–1873 žil s rodiči Evropě a chodil do základních škol v Anglii a ve Švýcarku. Po návratu studoval na střední škole v Concordu v New Hampshire a po jejím dokončení se zapsal na Harvardovu univerzitu. Během studia začal psát příspěvky pro studentský satirický časopis The Harvard Lampoon (Harvardský pamflet) a spřátelil se s pozdějším americkým prezidentem Theodorem Rooseveltem. Po ukončení studia roku 1882 se rozhodl studovat hudbu a strávil dva roky na konzervatoři v Paříži, ale otec jej roku 1884 povolal zpět do vlasti, aby si našel stálé zaměstnání. Po návratu pracoval krátce v bance v New York a roku 1885 začal podruhé studovat na Harvardu, tentokrát na Harvardově právnické škole (Harvard Law School). Studium ukončil v roce 1888 a pak provozoval ve Filadelfii právnickou praxi. Od roku 1891 by rovněž činný jako spisovatel.

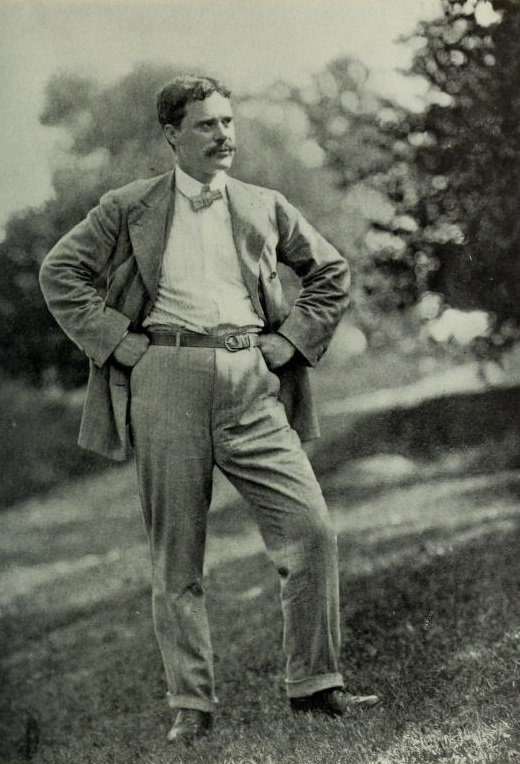
Owen Wister

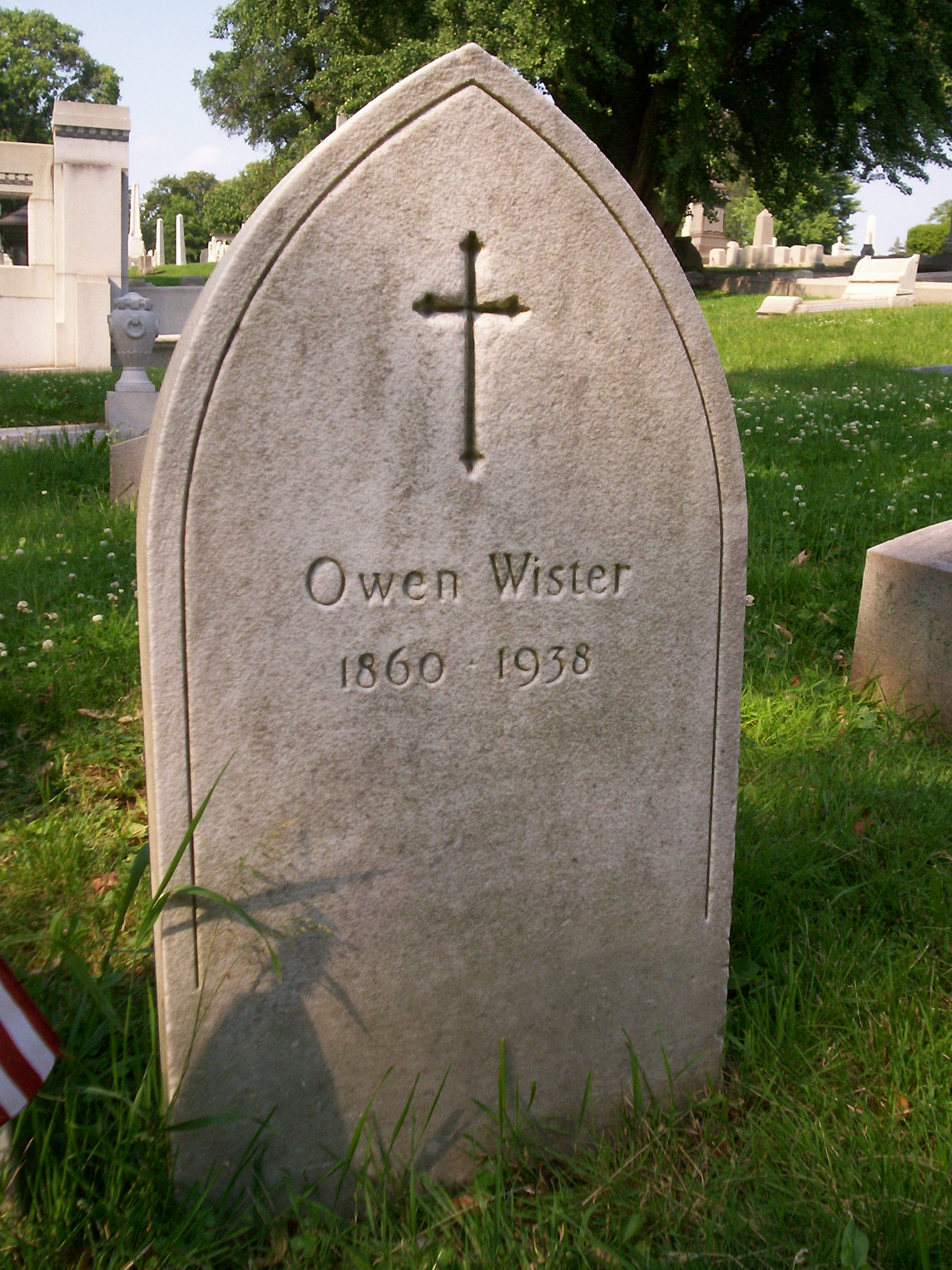
Wisterův hrob na hřbitově Laurel Hill Cemetery ve Filadelfii

Protože onemocněl neurastenií (nervovou slabostí) podnikal na radu svého lékaře zdravotní cesty na ranče ve Wyomingu i do jiných konců amerického Západu. Kultura a povaha těchto oblastí na něj zapůsobily natolik, že se rozhodl psát příběhy odehrávající se v tomto prostředí. V jeho odhodlání jej podpořilo i to, že se roku 1893 na cestě do Yellowstonského národního parku setkal a spřátelil s Frederikem Remingtonem, který maloval obrazy s tematikou Divokého západu. Roku 1895 vydal sbírku povídek Red Men and White (Rudoši a běloši), následoval román Lin McLean (1897) a po něm další sbírka povídek The Jimmyjohn Boss and Other Stories (1900). Roku 1902 pak vyšel jeho nejslavnější román The Virginian (Virgiňan), ve kterém vytvořil archetyp kovboje jako hrdiny a díky kterému je považován za zakladatele nového žánru, westernu s kovbojskou tematikou. Román byl napsán v knihovně Filadelfského klubu, kterého byl autor členem, je dedikován Roooseveltovi a převyšuje většinu pozdějších westernů od jiných autorů svou snahou o realistickou věrnost. Kniha se stala bestsellerem nejen v USA, ale i za hranicemi.
Ve svém dalším díle se tematice Západu již příliš nevěnoval. Vydal několik dalších románů, sbírek povídek, básní a také biografie prezidentů Ulyssese S. Granta a Theodora Roosevelta. Od roku 1898 byl ženatý se svou sestřenicí Mary Channingovou, se kterou měl šest dětí (zemřela roku 1913 při porodu). Byl členem několika literárních společností a od roku 1914 i Americké akademie umění a věd. Zemřel roku 1938 na krvácení do mozku ve svém domě v Saunderstownu a je pochován na hřbitově Laurel Hill Cemetery ve Filadelfii.

## Dílo

### Romány

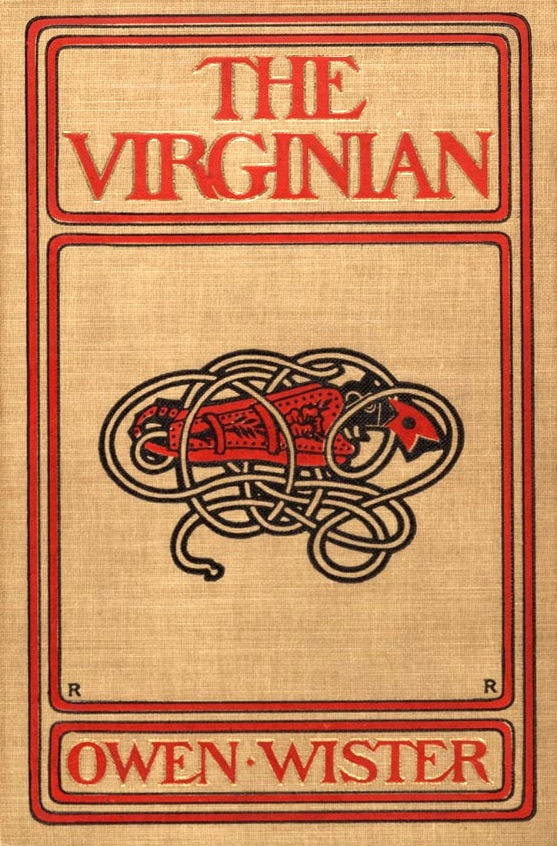
Virgiňan, první vydání z roku 1902

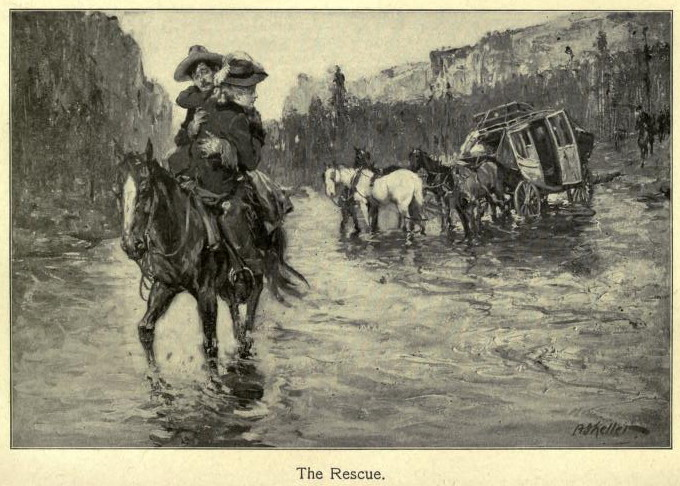
Ilustrace k prvnímu vydání románu Virgiňan od Arthura I. Kellera

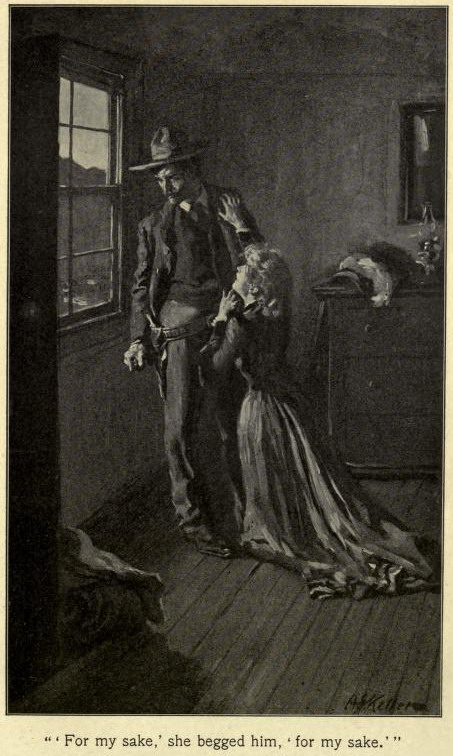
Ilustrace k prvnímu vydání románu Virgiňan od Arthura I. Kellera

- The Dragon of Wantley: His Tale (1892, Drak z Wantley), roztomilý vánoční příběh z roku 1203 o tom, jak sir Godfrey Disseisin snášel po třináct let dračí teror až do té doby, než drak pronikne do jeho sklepů a začne pít jeho víno.
- Lin McLean (1897), westernový příběh složený z dříve vydaných povídek:
  - How Lin McLean Went East (1892),
  - The Winning of the Biscuit-Shooter (1893),
  - Lin McLean's Honey-Moon (1895),
  - Separ's Vigilante (1897),
  - Destiny at Drybone (1897).
- The Virginian: A Horseman of the Plains (1902, Virgiňan: jezdec z plání), nejznámější autorova kniha, která je všeobecně přijímána jako první román z kovbojského prostředí. Obsahem románu je příběh muže s přezdívkou Virgiňan, zamilovaného do mladé učitelky, který se odehrává na pozadí rančerských válek, v nichž se proti sobě postavili velcí rančeři a drobní usedlíci, často neprávem obviňovaní z krádeží dobytka. Virgiňan je odvážný muž, který jedná podle svých zásad, čestně a spravedlivě a svým rozhledem se vymyká obvyklým představám o nevzdělaných honácích dobytka. Román se odehrává v době, kdy téměř nedotčená příroda amerického Západu je územím, kde není místo pro zbabělost a vyznívá jako oslava divoké přírody wyomingských plání a morální síly zde žijících lidí. Roku 1904 by román úspěšně zdramatizován.
- Philosophy 4: A Story of Harvard University (1903, Filozofie 4), humorně vylíčený život studentů na Harvardově univerzitě.
- A Journey in Search of Christmas (1904), jde o pozdější část románu Lin McLean nejprve vydaná jako samostatná kniha.
- Lady Baltimore (1906), román odehrávající se po občanské válce v Charlestonu a zobrazující proces osobního usmiřování mezi obyvateli severu a jihu.
- Padre Ignacio: or, the Song of Temptation (1911, Otec Ignacio aneb Píseň pokušení), příběh katolického kněze, který vede farnost na Západě.
- Romney, nekončený román psaný v letech 1912–1915 (práce byly postupně ukončeny po smrti autorčiny ženy), fragment byl vydán až roku 2001 společně s dvěma dalšími dosud nevydanými autorovými díly v knize Rommney and Other New Works about Philadelphia (Romney a další nové práce o Filadelfii).

### Sbírky povídek
- Red Men and White (1895, Rudoši a běloši), westernové příběhy, vyšlo též pod názvem Salvation Gap and Other Western Classics.
- The Jimmyjohn Boss and Other Stories (1900), westernové příběhy.
- Members of the Family (1911, Členové rodiny).
- Safe in the Arms of Croesus (1927).
- When West Was West (1928, Když byl západ západem).

### Eseje
- Where Charity Begins (1895).
- Theodore Roosevelt, Harvard '80 (1901).
- The Open Air Education (1902).
- After Four Years (1905).
- The Keystone Crime: Pennsylvania's Graft-Cankered Capitol (1907).
- According to a Passenger (1919)
- How One Bomb Was Made (1921).
- Roosevelt and the War (1930).
- In Homage to Mark Twain (1935).
- Old Yellowstone Days (1936).

### Básně
- Autumn on Wind River (1897).
- In Memoriam (1902).
- Done In The Open (1902), ilustrováno Frederikem Remingtonem.
- Serenade (1910).